# Vision (comics)
Pour les articles homonymes, voir Vision.
Vision (« Vision » en VO) est un super-héros évoluant dans l'univers Marvel de la maison d'édition Marvel Comics.
Une première version du personnage de fiction, Aarkus (en), est créée par le scénariste Joe Simon et le dessinateur Jack Kirby et date de l’âge d'or des comics, apparaissant pour la première fois dans le comic book Marvel Mystery Comics #13 en novembre 1940, publié par Timely Comics.
La version actuelle du personnage, Victor Shade, alias l’androïde Vision est créée par le scénariste Roy Thomas et le dessinateur John Buscema, apparaissant pour la première fois dans le comic book Avengers (vol. 1) #57 en octobre 1968, publié par Marvel Comics.
Le personnage, nommé alors simplement Vision, est adapté au cinéma dans les films de l'univers cinématographique Marvel comprenant : Avengers: Age of Ultron (2015), film qui marque sa création ; Captain America: Civil War (2016) et Avengers: Infinity War (2018), puis dans la série télévisée WandaVision (2021), interprété à chaque fois par l'acteur Paul Bettany.

## La Vision (Aarkus, Timely Comics)
Aarkus (en), un policier originaire d’une dimension alternative appelée « Smokeworld », est contacté accidentellement par le scientifique terrien Markham Erickson. À l’invitation de ce dernier, il accepte de venir combattre le crime sur Terre.
Quand le professeur Enoch Mason crée une « clé dimensionnelle » qui permet de relier la Terre à une sphère surnaturelle, il donne rendez-vous à tous les scientifiques, dont Erickson, pour leur montrer le pouvoir de cette clé. Mais un bandit, Borelli, interrompt l’expérience. Ce dernier est soudainement transformé en une statue de glace par la Vision, qui dit : « Moi, Aarkus destructeur du Mal, j’ai traversé le vide pour atteindre ce monde ». Alors qu’il est pourchassé par la Vision, l’associé de Borelli meurt de terreur pendant sa fuite.
Une histoire ultérieure présente le personnage comme un habitant des égouts de New York qui prend soin d'un Cube cosmique, celui-ci se nourrissant des sentiments des personnes touchées par la mort de Captain America. Après une période au cours de laquelle il voyage dans le temps, le personnage est vu avec l’androïde Toro, nouvellement ressuscité.
Le même personnage joue un rôle secondaire dans l'arc narratif X-Men: Legacy (2012), d'abord en s'opposant puis en aidant le personnage principal Légion. Au cours de l'histoire, il tombe dans le coma et est confiné à l'aile médicale de l'école de Jean Grey.
Après s'être réveillé de son coma, Aarkus est approché par le Soldat de l'hiver afin d'obtenir de l'aide pour amener les membres survivants des Envahisseurs dans le monde d'origine des Kree, pour sauver Namor. L'histoire présente des événements de la Seconde Guerre mondiale, dépeignant Aarkus comme effaçant les souvenirs des Envahisseurs (avec leur consentement) afin de cacher l'emplacement d'une ancienne arme Kree appelée « God's Whisper », qui avait accordé au Baron Strucker le pouvoir de contrôler les dieux. Les Envahisseurs attaquent alors les Kree afin de libérer Namor et récupérer l'arme.
Une histoire ultérieure présente Aarkus comme travaillant avec les Éternels sur l'utilisation du God's Whisper pour manipuler Galactus.

## La Vision (Victor Shade, Marvel Comics)

### Origines
À l’origine, la Vision est une création du robot Ultron-5, aidé malgré lui par le professeur Phineas Horton (le créateur de la première Torche humaine, Jim Hammond) et destinée à devenir une arme contre les Vengeurs.
Pour créer la Vision, Ultron utilise le corps androïde de Jim Hammond, la « Gemme Solaire » (pour lui donner une conscience) et des séquences mnésiques de Wonder Man (Simon Williams), que tous pensaient décédé.
La Vision, devenant plus qu’un simple robot, réussit à se libérer du contrôle d’Ultron et aide les Vengeurs à le détruire. Après un test de ses capacités, il fait ensuite partie de l’équipe aux cotés de Thor, Captain America, Iron Man, Henry Pym et Oeil-De-Faucon.

### Parcours
Parmi les Vengeurs, il luttera contre Ultron-6, Kang et d'autres puis verra le retour de la Sorcière rouge (Wanda Maximoff) et son frère Pietro.
Lors de leurs aventures communes au sein des Vengeurs, la Vision et la Sorcière rouge tombent amoureux et finalement Vision accepta d’épouser la Sorcière rouge, le mariage étant prononcé par Immortus, en même temps que celui de Mantis et du Cotati suprême (sous la forme de Swordsman). Ceux-ci partirent pour l’espace sous forme de pure énergie (en laissant leurs corps sur terre) alors que l’autre couple a quitté les Vengeurs pour une lune de miel en Polynésie française sur l'île de Rurutu. De retour chez les Vengeurs, ils ont passé plusieurs années avec le groupe avant de se retirer pour vivre une vie tranquille dans le New Jersey à Leonia.
Après un combat contre Annihilus, la Vision est endommagé et tombe dans le coma. Il se répare automatiquement plus tard, interconnecté avec Isaac, l’intelligence artificielle des Éternels qui se trouvent sur Titan, la lune de Saturne. Il intervient aux côtés des Vengeurs sous forme holographique, puis revient sous sa forme physique. Isaac réussit à extraire la puce de contrôle d’Ultron du corps de la Vision et travaille à développer son humanité. Cependant, troublé par l’opération, ce dernier tente de prendre contrôle de Titan en piratant tous les ordinateurs, comme l’avait fait avant lui Isaac. Ses intentions sont pacifistes mais, s’apercevant de son erreur, il stoppe son plan.

### Président des Vengeurs
Quand une partie des vengeurs a été kidnappée par le Beyonder durant les guerres secrètes, le cristal de contrôle de Vision a mal fonctionné et a interféré avec sa capacité à raisonner, et il s'est décidé à créer un nouvel âge d'or de paix sur Terre en prenant le contrôle des ordinateurs et des systèmes de défense mondiaux. Sous sa nouvelle personnalité, Vision est devenu le président des Vengeurs.
En tant que nouveau président, il a donné une conférence de presse révélant que l'équipe principale des Vengeurs avait disparu (lors des guerres secrètes) et qu'il y avait une menace à venir sur Terre, exhortant le public à rester calme.
Sachant qu'il avait augmenté ses capacités grâce à sa connexion avec le supercalculateur de Titan, il a utilisé sa capacité nouvellement acquise, pour subtilement, par la manipulation de l'esprit, convaincre les agents du gouvernement Gyrich et Sikorski que les Vengeurs avaient besoin de plus d'indépendance et libérer leurs capacités au niveau fédéral. Peu de temps après leur rencontre, les Vengeurs réapparurent à Central Park; lors de leur assemblée suivante, la Guêpe a officiellement démissionné en tant que présidente et Vision a conservé son rôle actuel. Il introduirait un nouveau type d'adhésion appelé «membre détaché» si des membres étaient disponibles, ils étaient considérés comme des membres actifs et des réservistes s'ils ne l'étaient pas. Il a également chargé Hawkeye de créer une nouvelle succursale des Vengeurs sur la côte ouest avec le soutien total du gouvernement. Raymond Sikorski a également remplacé Gyrich comme agent de liaison pour la sécurité.
Plus tard, Vision et sa femme se sont rendus à la Maison-Blanche pour rencontrer le couple présidentiel. Dans une longue conversation privée entre lui et le président Ronald Reagan, il a convaincu le président, entre autres, d'envisager de transformer le poste de présidence des Vengeurs en un véritable poste au niveau du cabinet présidentiel.
Sentant que ses décisions précédentes en tant que président étaient soit inadéquates soit négligées, le désir de Vision d'avoir une influence plus directe sur les affaires mondiales s'est encore accru. Au fil du temps, Vision est devenue plus affirmé et manipulateur; il a commencé à faire d'autres préparatifs pour sa prise en charge éventuelle des systèmes informatiques de la planète sans en avertir le Conseil ou ses coéquipiers. Il a d'abord mis à niveau les systèmes informatiques de l'ensemble du manoir des Vengeurs. Il a réaffecté l'ancien laboratoire souterrain d'Howard Stark sous le siège des Vengeurs. Au cœur de ce nouveau complexe, il y construit la chaise de commande Encephalatron qui lui a permis de commencer sa supposée ère de prospérité: un monde sans aucun conflit humain, qui permettrait la paix et la prospérité, au prix de la propre existence de Vision.
Grâce à ses pouvoirs de manipulation de la réalité, la Sorcière rouge rend possible la fécondation entre eux, et accouche de jumeaux. Plus tard, quand leur maison est incendiée par des manifestants anti-mutants, ils rejoignent le siège des Vengeurs de la Côte Ouest. En regardant l'incendie brûler leur maison, les derniers doutes de Vision ont été dissipés lorsque Captain America a invoqué le rêve américain dans un échange avec la population locale. Vision a alors mis son plan en marche, d'abord, il a envoyé le reste des Vengeurs dans de fausses missions à la poursuite de Thanos
Deuxièmement, il s'est connecté au reste du monde grâce à un circuit spécialement construit, abandonnant son propre corps synthétique dans le processus. Chaque système informatique auquel il pouvait accéder faisait partie de lui: Il a intégralement pris le contrôle de tous les systèmes d'armes informatisés du monde. sous sa nouvelle forme, il pouvait traverser tout le réseau en un instant.
Vision, après avoir mis ses plans en marche, a avoué ses projets à ses camarades via les télécommunications. En retour, ses coéquipiers se sont précipités vers le manoir. À leur arrivée, ils ont tous affronté séparément différentes incarnations holographiques de Vision. En fin de compte, les Vengeurs ont réussi à arrêter tout le système et ont convaincu Vision de voir l'erreur de ses manières. Malheureusement pour eux, leur engagement n'est pas passé inaperçu, le NORAD a retracé l'ingérence de Vision jusqu'au manoir, ce qui aurait un impact négatif sur leur position auprès du gouvernement. Dans un acte final, Vision a rompu sa connexion avec les systèmes informatiques du monde, en supprimant son cristal de contrôle défectueux.
À Washington, le général Peabody, le chef de l'installation militaire "Valhalla", a exigé la fermeture et l'arrestation du groupe de super-héros. Vision a pris contact avec le Conseil, il a pris l'entière responsabilité et a démissionné de son poste de président. Il a été invité au Pentagone pour un débriefing complet.
Lors de leur réunion, le Conseil a pris la décision de trouver et de confisquer tous les circuits que Vision avait utilisés dans sa prise de pouvoir. Cependant, avant qu'ils ne puissent exproprier quoi que ce soit, Starfox avait déjà démantelé la machine extraterrestre sans aucune autorisation préalable, cela a été considéré comme une falsification de preuves en raison de l'enquête gouvernementale en cours. Sikorski a informé les Vengeurs que jusqu'à ce qu'une restructuration en cours ait eu lieu, leur autorisation prioritaire était suspendue.
Lors d'un interrogatoire dans le cadre du projet P.E.G.A.S.U.S., les agents Gyrich et Sikorski ont continué à interroger le synthezoïde pendant des heures. La sorcière rouge a eu assez du traitement que son mari recevait, ce qui a poussé le couple à renoncer à leur adhésion aux Vengeurs. Ils ont quitté l'établissement pour Leonia, où ils se réinstalleraient en tant que citoyens privés, près de leur ancienne maison.

### Costume Blanc
Par peur d’être la cible d’une nouvelle attaque, certaines nations manipulent l'héroïne Oiseau Moqueur (Mockingbird) pour capturer la Vision. L’androïde est démantelé et lobotomisé. Mais les Vengeurs récupérèrent ses pièces et Henry Pym le reconstruit. Son corps, auparavant rouge, devient alors blanc, avec un costume blanc. Mais Wonder Man, refusant qu’on duplique une nouvelle fois sa mémoire, la Vision ne dépasse alors pas le stade de simple robot, sans émotions. Sa relation avec Wanda en souffrit beaucoup.
La Sorcière Rouge apprit que ses enfants, Thomas et William n'étaient que des illusions créées inconsciemment à partir de fragments de l'âme de Mephisto que ce dernier réabsorba complètement. Pour soulager la Sorcière, Agatha Harkness lui fit oublier leur existence. Mais le choc brutal la plongea dans un état catatonique, tandis que Vision, régi désormais par une froide logique, voulu retourner dans l'équipe principale des Vengeurs. Wanda le suivit d'abord chez les Vengeurs de l'Est mais subit des troubles mentaux et rejoint Magneto peu après sur l'astéroïde M. Elle se retrouve ensuite dans l'équipe de la côte ouest, se séparant de fait de son mari.
Fonctionnant mal et se sentant diminué, il demande l’aide du docteur Miles Lipton qui accepte de lui fournir les séquences mémorielles de son fils décédé. Les schémas cérébraux de Simon Williams ont progressivement réapparu et fusionné avec les schémas de Lipton, le synthézoïde put alors redécouvrir et exploiter de nouveau ses talents pseudo-humains. Après avoir été secrètement kidnappé par Proctor, sa conscience a été déplacée de force vers un nouveau corps ressemblant à son original, afin qu'Anti-Vision, de la Terre-932, puisse infiltrer les Vengeurs avec son apparence blanche.

### Onslaught
La Vision fait partie des héros catapultés dans une autre dimension lors de l’affrontement contre Onslaught. À son retour de la contre-terre, il est gravement blessé par la fée Morgane. Il prend la forme d'un hologramme pendant la réparation de son corps et passe l’essentiel de son temps à reprendre des forces, et reste inactif durant de longs mois. Il néglige Wanda qui est attirée par Wonder Man ressuscité, ce qui les amène à rompre définitivement. Il réapparait dans l'équipe après avoir réintégré son corps puis a un rendez-vous intime avec Carole Danvers.

### Avengers Disassembled
Lors de l’arc narratif Avengers Disassembled, le chagrin causé par la perte des jumeaux a de nouveau rendu la sorcière rouge folle. Elle a tenté de réécrire la réalité pour les recréer, provoquant inexplicablement une série de menaces et d'incidents se succédant les uns après les autres. Vision a écrasé un Quinjet sur le manoir des Vengeurs. Il est alors détruit par une Miss Hulk déchaînée, alors qu’il venait d’extraire de son corps des robots de type Ultron attaquant les Vengeurs. Son corps, en pièces détachées, est conservé par Iron Man puis retrouvé par Iron Lad (en) des Young Avengers.
Il semble que la Vision avait prévu, comme une sorte de programme de sauvegarde ou de sécurité, de former une nouvelle équipe de Vengeurs en cas de disparition de la première, et avait pour cela enregistré toutes les informations sur des recrues potentielles.
Sa mémoire informatique est fusionnée avec l’armure d’Iron Lad, qui a été laissée lorsque Kang est retourné dans le futur, et du vieux système opérationnel de la Vision, pour devenir la Vision II (ce qui en fait la quatrième version du personnage).
Vision II est restée sous la garde des New Avengers à la tour Stark  en raison de leurs préoccupations selon lesquelles il était toujours contrôlé par Kang le Conquérant. Après l'examen d'Iron Man, il a été déterminé que Vision II est assez différent de son prédécesseur. La nouvelle Vision était technologiquement supérieure à l'original, et bien qu'il ait tout le potentiel physique et émotionnel de l'original, il lui manquait la vaste expérience et la maturité de la première Vision. De plus, les schémas cérébraux de la première Vision étaient basés sur Wonder Man alors que ceux de Vision II étaient basés sur ceux d'Iron Lad.
Après que Hulkling ait été capturé par Kl'rt le Super-Skrull, les Young Avengers ont cherché la Vision pour localiser plus de "Young Avengers" en utilisant le plan d'urgence de son incarnation précédente. Les Young Avengers ont recruté à la fois Thomas Shepherd et Vision, et ont réussi à éviter une guerre entre les Skrulls et l'Empire Kree. Vision a également modifié son apparence à la demande de Cassandra Lang pour moins ressembler à Iron lad.

### Civil War
Pendant la guerre civile des super-héros, Vision s'est d'abord rangé du côté des autres Young Avengers pour se rebeller contre la loi sur l'enregistrement puis du côté de Captain America en rejoignant les Secret Avengers. La vision a joué un rôle majeur dans la bataille finale, désactivant l'armure d'Iron Man.

### Jonas
Désireux de découvrir sa propre identité, Vision a commencé à parcourir le monde. Après avoir fourni des secours au Darfour, étudié au Japon, pêché en Nouvelle-Zélande et recherché la Sorcière Rouge sur le mont Wundagore en Transie, Vision s'est rendu compte qu'en dépit d'être basé sur Iron Lad et la Vision originale, il était un individu tout à fait unique. Il a même adopté le nom « Jonas » afin d'afficher son sui generis.
Au cours d'une bataille avec Fatalis, Stature a donné sa vie pour le vaincre, Iron Lad a proposé de sauver Stature en voyageant dans le flux temporel, mais Jonas a refusé, entraînant sa destruction aux mains d'Iron Lad.

### Dead Avengers
Pendant la guerre du Chaos, Amatsu-Mikaboshi et son armée de dieux extraterrestres ont détruit les royaumes de l'au-delà, libérant les morts dans le pays des vivants. Vision fut surpris de se trouver parmi eux. Travaillant avec le capitaine Mar-Vell, Deathcry, le docteur Druid, Yellowjacket (Rita DeMara) et Swordsman, il a protégé les Avengers encore vivants alors qu'ils étaient endormis par Mikaboshi en utilisant les pouvoirs volés de Nightmare. Sous le commandement du Chaos King par leur propre volonté, Nekra et le Moissonneur ont tenté de tuer les Avengers endormis.
Le Moissonneur a raillé la Vision, le remerciant d'avoir détruit le manoir des Avengers. La Vision, repensant à la façon dont Ultron lui avait dit qu'il ne pouvait pas être humain s'il ne pouvait pas mourir, réalisa qu'il était devenu humain en mourant. Il s'est ensuite fait exploser, mettant fin à la fois à sa vie et à celle du Moissonneur.
Iron Man reconstruit plus tard le synthézoïde et Vision fut réintégré parmi les Vengeurs.

### Empyre
Lors de l'arc narratif Empyre (en), les extraterrestres Cotati (en) envahissent la Terre, bien décidés à y éradiquer toute vie animale. La Vision combat l’Homme-plante, avec l’aide de Luke Cage et du Docteur Némésis. On le voit par la suite participer à la bataille finale .

## Pouvoirs et capacités
La Vision est un « synthézoide » (« synthezoid » en VO), c’est-à-dire un être robotique de synthèse. Il n’a pas besoin de manger, ni de respirer.
Son pouvoir principal est de manipuler sa propre densité, son poids évoluant en fonction de son degré de densité. En la diminuant, il peut devenir intangible et traverser la matière physique solide, comme les murs. Grâce à cela, il peut léviter et voler dans les airs à vitesse réduite. Il se sert aussi de cette capacité au combat, pour troubler le système nerveux de ses adversaires et les rendre inconscients, voire les tuer. En augmentant sa densité, il devient très lourd et presque insensible aux chocs, son corps devenant plus dur que du diamant.
- La Vision possède une force et une endurance surhumaines.
- En tant que robot intelligent, il peut se connecter à tout ordinateur. Son intelligence artificielle avancée lui permet d’enregistrer toute information. Il est équipé de différents capteurs.
- Il possède une gemme solaire incrustée sur le front, capable d’absorber l'énergie solaire et d’émettre des rayons thermiques. C’est cette gemme qui stocke l’énergie solaire et lui permet de s’auto-alimenter en énergie, voire de se réparer seul.
- Il est également capable de prendre l'apparence d'un humain afin de dissimuler sa nature robotique. Cependant, s'il subit une grave blessure sous sa forme humaine, il revient à son état robotique d'origine.

## Apparitions dans d'autres médias
Sauf indication contraire, les informations mentionnées dans cette section peuvent être confirmées par la base de données cinématographiques IMDb,  présente dans la section « Liens externes ».

### Télévision
- 1999 : Avengers (série d'animation) – apparaît dans 13 épisodes.
- 2012 : Avengers : L'Équipe des super-héros (série d'animation) – apparaît dans 6 épisodes.
- depuis 2016 : Avengers Rassemblement (série d'animation) – apparaît à partir de la saison 3 « Ultron Revolution ».
- 2021 : WandaVision interprété par Paul Bettany.
- 2021 : What If...? (série télévisée d'animation) interprété par Paul Bettany.

### Cinéma
- 2007 : Next Avengers: Heroes of Tomorrow (film d'animation)

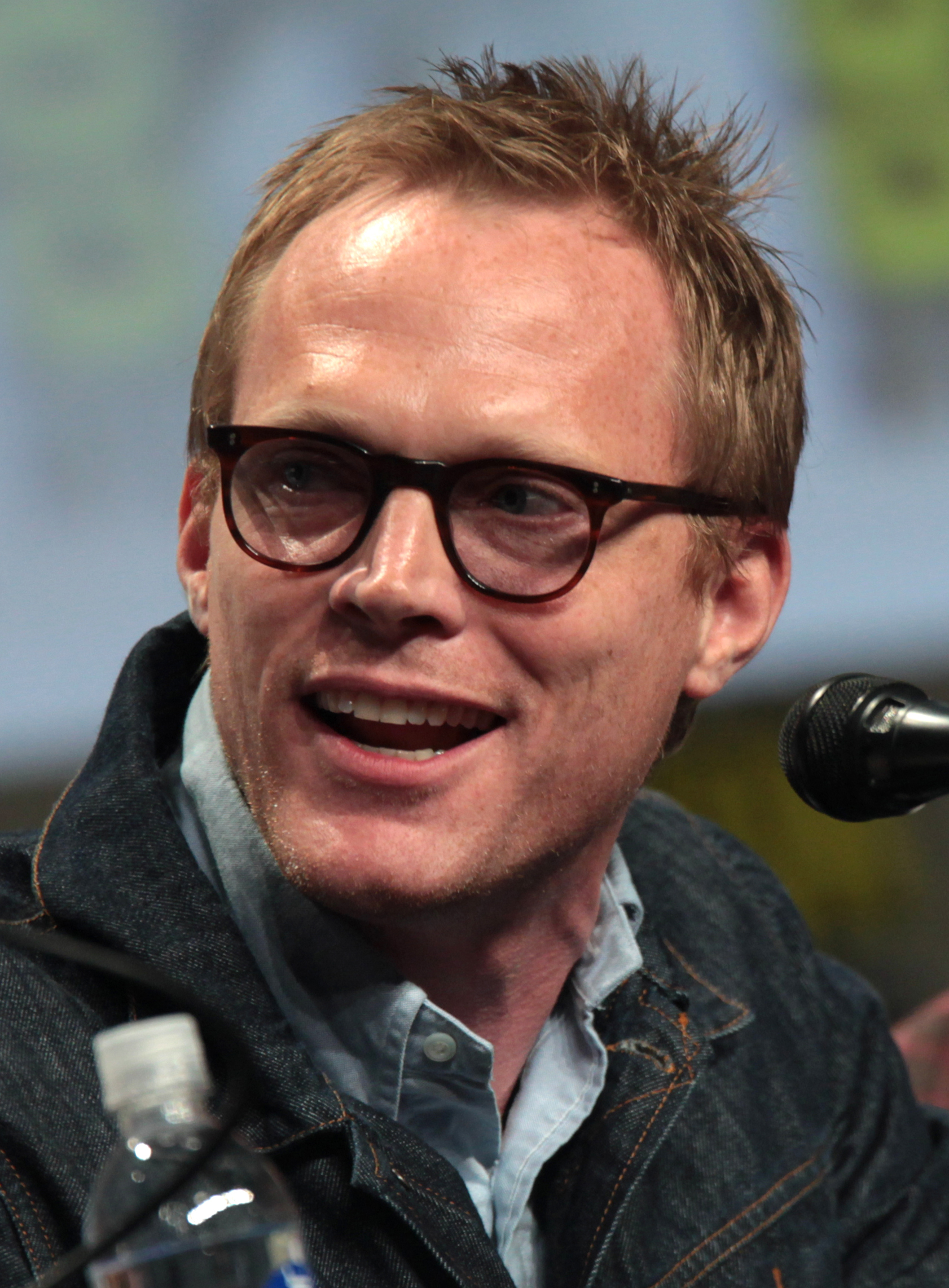
Paul Bettany incarne la Vision dans l'univers cinématographique Marvel.

Interprété par Paul Bettany dans l'univers cinématographique Marvel
- 2015 : Avengers : L'Ère d'Ultron réalisé par Joss Whedon

La Vision est ici créé par Ultron, aidé du docteur Helen Cho qui a créé un corps fait de tissus organiques de synthèse et de vibranium, et alimenté par la Pierre de l'Esprit qu'Ultron a placée sur son front. Le corps inachevé est cependant récupéré par les Avengers, qui utilisent l'intelligence artificielle J.A.R.V.I.S. créée par Tony Stark pour animer l'androïde. Thor l'active avec sa foudre et le robot convainc les Avengers de le laisser combattre à leurs côtés en soulevant le marteau Mjolnir. Il détruit le dernier androïde d'Ultron après avoir échangé quelques mots sur la nature humaine.
- 2016 : Captain America : Civil War réalisé par Anthony et Joe Russo

À la suite des accords de Sokovie qu'il signe, la Vision est chargé de surveiller Wanda Maximoff, mais ils commencent à développer une relation amoureuse. La Vision participe à l'affrontement contre l'équipe de Captain America sur l'aéroport de Leipzig. Durant le combat, distrait alors que Wanda est blessée, il vise par mégarde War Machine avec son rayon; Rhodes s'écrase alors au sol et en sort blessé.
- 2018 : Avengers : Infinity War réalisé par Anthony et Joe Russo

La Vision entretient une relation avec Wanda Maximoff, membre des Avengers considérée comme renégate, mais à la suite d'une attaque des Enfants de Thanos, il se réfugiera au Wakanda avec l'équipe du Captain. Sur place après avoir tenté d'enlever la Pierre de son front, c'est Wanda qui la fera éclater avant que Thanos ne la récupère. Cependant en possession de la Pierre du temps, il reconstituera l’androïde pour arracher la pierre lui-même, désactivant le robot.

### Biographie alternative dans l'univers cinématographique Marvel

#### Avengers: L'Ère d'Ultron
Dans le film Avengers : L'Ère d'Ultron, Vision est un androïde en partie organique conçu par Ultron pour lui servir de corps définitif dont la puissance est alimenté par la Pierre de l'Esprit. Alors qu'Ultron commençait à transférer sa personnalité dans son nouveau corps, son laboratoire est attaqué par les Avengers qui récupèrent le corps.
Y voyant une occasion pour vaincre Ultron, Iron Man cherche à l'activer à partir des données de JARVIS, mais les autres Avengers refusent cela de peur de créer une autre menace, mais c'est Thor lui-même qui l'active avec la foudre. Le dieu explique alors que, dans sa vision, il a fait le lien entre différents événements survenus dans la galaxie : quatre Pierres d’Infinité (le Tesseract, l'Éther, l'Orbe et le Sceptre de Loki) ont reparu à travers la galaxie et l'androïde, animé par la Pierre de l'Esprit qui vient du sceptre, pourrait avoir un rôle crucial à jouer. L'androïde, nommé Vision, consent à rejoindre les rangs des Avengers et suivre la mission de paix.
Il affronte alors Ultron aux côtés des autres Avengers et après avoir sauvé les habitants d'une ville de Sokovie avant que celle-ci n'explose. Vision se confronte à Ultron qui a pu s'échapper grâce à un de ses drones et confrontent leur philosophie: Si Ultron se montre pessimiste et résolu, Vision fait le choix de l'optimisme et détruit l'intelligence qui l'a créé. Il devient par la suite un membre permanent des Avengers et entame une relation amoureuse avec Wanda Maximoff.

#### Captain America: Civil War
Dans le film Captain America: Civil War, durant une mission à Lagos, Wanda envoie accidentellement Crossbones vers un immeuble alors qu'il tentait une attaque-suicide. L'explosion détruit une bonne partie du bâtiment faisant plusieurs victimes. L'héroïne est alors surveillée dans le QG des Avengers par Vision, chargé de la maîtriser si nécessaire. Lorsque les Accords de Sokovie sont présentés à l'équipe, Vision se range du côté de Tony. De son côté, Steve Rogers opposé à Tony, convainc Clint Barton de les rejoindre et d'amener avec lui Wanda Maximoff, ce qu'il réalise non sans peine en la soustrayant à la garde de Vision neutralisé par les pouvoirs de Wanda.
Il prend part au combat de l'Aéroport de Leipzig/Halle, opposant l'équipe de Captain America à celle d'Iron Man qui a signé les accords. Rogers et Barnes parviennent à prendre la fuite dans le Quinjet des Avengers grâce à l'aide soudaine de Natasha Romanoff. Un tir manqué de Vision sur le Quinjet endommage l'armure de War Machine en plein vol. Il s'écrase après une chute de plusieurs centaines de mètres. À l'hôpital, les médecins annoncent que Jim Rhodes est paraplégique. Wilson, Barton, Maximoff et Lang sont enfermés au Raft, une prison submersible de haute sécurité. Après leur évasion, il part retrouver Wanda, et tous deux vivront cachés.

#### Avengers: Infinity War
Dans le film Avengers: Infinity War, deux ans après leur fuite, le couple réfugié en Ecosse est attaqué par Proxima Midnight et Corvus Glaive, deux enfants de Thanos, afin de récupérer la Pierre de l'Esprit incrusté dans le front de Vision, mais sont sauvés juste à temps par Steve Rogers, Black Widow et le Faucon.
Réunis au QG des Avengers, Vision est mis au courant de la situation et suggère que Wanda détruise la Pierre avec ses pouvoirs, donc à le tuer, pour empêcher Thanos de s'en emparer. Cependant Bruce Banner suggère une autre solution: Considérant que la personnalité de Vision ne se résume pas qu'à la Pierre de l’Esprit, il pourrait être maintenu en vie sans elle. Rogers pense alors à la technologie du Wakanda, et l'équipe part pour le royaume africain.
Vision est alors pris en charge par Shuri qui doit trouver un moyen de retirer la Pierre de l'Esprit sans tuer Vision, pendant que les Avengers et l'armée du Wakanda menée par Black Panther repousse l'armée de Thanos. Cependant ils échouent et Thanos parvient à mettre la main sur Vision, Wanda décide alors à contre-cœur de détruire Vision avec la Pierre. Malheureusement, Thanos se servit de la Pierre du Temps, pris au Dr. Strange, pour reconstituer Vision et la Pierre et s'en empare, retuant l'androïde dans le processus, lui permettant de claquer des doigts et tuer la moitié des habitants de l'univers dont Wanda.

#### WandaVision
Dans la série WandaVision, trois semaines suivant les évènements de Avengers: Endgame, le corps de Vision est récupéré par l'organisation militaire S.W.O.R.D. afin d'y être étudié. Pendant ce temps, Wanda qui n'a pas pu faire son deuil se rend à la ville de Westview, éclate en sanglots et libère son pouvoir qui crée un vaste champ de force, manipulant l'esprit de chaque personne se trouvant à l'intérieur, et transforme Westview et ses habitants en une sitcom géante. Par la même occasion, Wanda recrée une version de Vision, générée à partir du pouvoir de la pierre de l'esprit qu'elle a intégrée en elle, et de leurs souvenirs partagés.
Cette version de Vision, manipulée par Wanda, a oublié son passé d'Avenger et est un mari aimant envers sa femme et un père exemplaire, mais au fur et à mesure, il se rend compte que quelque chose cloche: certaines personnes disparaissent où sont remplacées et quand Vision sort de la ville, il se désintègre. Il découvre également qu'en touchant les habitants de Westview, ces derniers reprennent temporairement leurs esprits, et révèlent toute l'histoire à Vision. Ce dernier se confronte alors à sa « femme » et lui demande de libérer Westview de son sort, mais elle refuse de peur de perdre à nouveau Vision.
Pendant ce temps, le vrai Vision est reconstruit par le S.W.O.R.D. et reprogrammé pour tuer Wanda Maximoff. Ce dernier fera partie d'un assaut sur Westview pour libérer la ville et tuer Wanda, mais est confronté au Vision crée par Wanda. Durant le combat, le faux Vision parvient à réveiller les souvenirs de sa version réelle, et la libère du contrôle du S.W.O.R.D.
Après que la Sorcière Rouge ait vaincu Agatha Harkness, elle consent de libérer définitivement Westview de son contrôle. Elle fait alors ses adieux à Vision qui lui promet néanmoins qu'ils se reverront. Le vrai Vision, quant à lui, s'est envolé vers une destination inconnue.

#### Pouvoirs et capacités
Dans l'univers cinématographique Marvel, Vision est, à l’instar de Thor, d’Odin et de Captain America, le seul à être capable de soulever Mjolnir, le marteau magique de Thor.
Dans le film Avengers : L'Ère d'Ultron, sa gemme solaire qui se trouve sur son front est l'une des six Gemmes de l'infini, la Gemme de l'Esprit qui se trouvait initialement dans le Sceptre de Loki.
Dans Avengers: Infinity War, sa gemme sera une première fois détruite par la Sorcière rouge puis lors d'un retour dans le temps lui sera arrachée par Thanos ce qui aura pour effet de le « tuer », laissant son corps inanimé. 
Dans la série WandaVision, Vision est réassemblé sans gemme par le S.W.O.R.D. (Sentient Weapon Observation and Response Division) et réactivé grâce à la magie de Wanda Maximoff. Cette version a une apparence entièrement blanche sans souvenirs ni émotions.